# Klaas Bruinsma (traducteur littéraire)
Pour les articles homonymes, voir Klaas Bruinsma.
 (novembre 2018).
Si vous disposez d'ouvrages ou d'articles de référence ou si vous connaissez des sites web de qualité traitant du thème abordé ici, merci de compléter l'article en donnant les références utiles à sa vérifiabilité et en les liant à la section « Notes et références ».
Klaas Bruinsma, né le 1er février 1931 à Easterein et mort à Drachten le 29 octobre 2018 aux Pays-Bas, est un traducteur littéraire néerlandais et frison.

## Biographie
Klaas Bruinsma est né le 1er février 1931 à Easterein (Oosterend en néerlandais) en Frise. Il est le cinquième d’une famille de six enfants. Pendant la Deuxième Guerre mondiale, son père – arrêté en représailles à l’appartenance de son frère aîné à la Résistance - meurt en déportation. Après la guerre, Klaas Bruinsma poursuit ses études secondaires à Ljouwert, capitale de la Frise (Leeuwarden en néerlandais), et entre ensuite à l’École normale. Il effectue son service civil dans un hôpital psychiatrique puis travaille comme instituteur dans différentes écoles de Frise. En 1960, il est nommé près de La Haye. Trois ans plus tard, ayant repris des études à l’université et obtenu les qualifications requises pour enseigner dans le secondaire, il regagne la Frise où il est nommé professeur d’anglais et d’histoire, tout d’abord à Balk (Frise) puis à Drachten. 
Retraité depuis 1986, il se consacre depuis lors à plein temps à sa passion : la traduction littéraire. Il traduit en frison, souvent à titre bénévole, des classiques de la littérature néerlandaise et mondiale, payant parfois de ses deniers les frais de publication. 
Klaas Bruinsma est divorcé et père de quatre enfants.

## Traduire, une passion
« Les Frisons doivent pouvoir eux aussi lire les classiques dans leur langue… »
Avec l’amour qu’il porte à sa langue maternelle, cette conviction, dont il fait état lors d’un entretien, est à la base d'un engagement qui fait de lui le champion toutes catégories de la traduction et pas uniquement en Frise. Rares en effet sont les traducteurs pouvant présenter un palmarès aussi riche.
Le travail de Klaas Bruinsma porte essentiellement sur la poésie et le théâtre mais il a aussi traduit des ouvrages historiques. Son éventail linguistique est extrêmement diversifié : il a traduit du moyen-néerlandais des classiques du Moyen Âge (Karel ende Elegast, Beatrijs, le Roman de Renart), du néerlandais moderne (Herman Gorter), du grec (Sophocle, Homère, Aristophane, Eschyle), du latin (Virgile, Ovide), du vieil-anglais (Sir Gawain), du français (Jean-Paul Sartre) et de l’espagnol (Pablo Neruda, Federico García Lorca…).
Il a également participé à la traduction en néerlandais de nombreux auteurs frisons dans le cadre de l’anthologie 500 ans de littérature frisonne en prose (Fries Stamboek), parue en 2000.

## Traductions effectuées par Klaas Bruinsma

### dugrec
- 1991: Trije Trageedzjes fan Sofoklês : Filoktêtês, Kening Oidipoes en Oidipoes yn Kolonos (Trois tragédies de Sophocle: Philoctète (Sophocle), Œdipe Roi et Œdipe à Colone);
- 2004: Ilias en Odusseia (L’Iliade et l’Odyssée, d’Homère, soit respectivement 16 000 et 12 000 vers);
- Striid tusken Froasken en Mûzen (Βατραχομυομαχία, titre français La Batrachomyomachie), littéralement « La bataille des grenouilles et des rats », épopée comique parodiant l’Iliade
- De Perzen (Les Perses), d’Eschyle
- Medéa, Elektra (Médée (Euripide), Électre (Euripide)) d’Euripide
- De Kikkerts, De Koalebranders, De Fûgels (Les Grenouilles, Les Acharniens et Les Oiseaux d’Aristophane

Le tout en l’absence de dictionnaire bilingue grec-frison… une lacune qui a obligé Klaas Bruinsma à recourir à des dictionnaires grec-néerlandais ou grec-anglais.

### dulatin
- 2002 : Lânwurk (les Géorgiques, de Virgile)
- 2004 : Vita Bonifatii, (Vie de Saint Boniface) de Willibald
- 2010 : Feroarings fan stal (Les Métamorphoses (Ovide)) d’Ovide

### dumoyen-néerlandais
- 1973 : Rein de foks (Van den Vos Reynaerde, en français le Roman de Renart)
- 1985 : Sa bist (l’Ésopet, 67 fables du XIIe siècle)
- 1993 : Béatrys (XIVe siècle)
- 1994 : Karel en Elegast (Karel ende Elegast, poème épique médiéval)
- 2001 : Fersen fan minne, (Poèmes strophiques) de Hadewych
- 2009 : Floaris en Blankefloar, (Floris ende Blancefloer) de Diederik van Assenede, XIIe siècle
- 2009 : Marike fan Nijmegen (Mariken van Nieumeghen, en français Mariette de Nimègue)
- 2009 : Elkenien (Elckerlijc)
- 2010 : De Roman fan Walewein (La geste de Gauvain et de l’échiquier), roman arthurien du XIVe siècle
- 2011 : Fergút (en français le Roman de Fergus) roman de chevalerie de Guillaume Le Clerc (XIIIe siècle)

### duvieil-anglaiset dumoyen-anglais
- 1999 : De seeman (The Seafarer)
- 2001 : Hear Gawain en de Griene Ridder (Sir Gawain and the Green Knight, en français Sire Gauvain et le chevalier vert), roman de chevalerie du XIVe siècle

### dunéerlandais
- 1998 : Maaie (Mei, titre français Mai), poème lyrique de quelque quatre mille vers de Herman Gorter

### de l’espagnol
- 1981 : Oade oan de Sipel (Oda a la Cebolla, titre français Ode à l’oignon), de Pablo Neruda
- 1989 : It hûs fan Bernarda Alba (La casa de Bernarda Alba, titre français La maison de Bernarda Alba, de Federico García Lorca)
- Brief fan Kolombus (Lettre de Christophe Colomb)

### dufrançais
- 1984 : Stéphane Lebecq, Fryske keaplju en seefarders diel II: It corpus (Marchands et navigateurs frisons du Haut Moyen Âge)
- 1995 : Mei sletten doarren (Huis clos), de Jean-Paul Sartre

### dufrisonduXVIIesiècle
- 2003 : (en collaboration avec Jan Popkema) œuvres choisies de Gysbert Japiks, traduites en frison moderne

## Prix et distinctions
Klaas Bruinsma a obtenu à deux reprises le Prix de traduction littéraire Obe-Postma, une première fois en 1993 pour ses traductions de Sophocle, et à nouveau en 2005 pour sa traduction des Géorgiques de Virgile et de l’Iliade et de l’Odyssée.
En 2007, la reine Beatrix des Pays-Bas lui a remis l’Œillet d’argent, décoration néerlandaise attribuée à une personnalité en reconnaissance de son action dans le domaine de la culture.

### Sources
- Abe de Vries, It magnum opus fan Klaas Bruinsma: de Ilias en de Odyssee yn it Frysk, http://www.farsk.nl/temas/fskr07/02abeperfeksje.htm
- Alpita de Jong, Fries stamboek : 500 jaar proza uit Friesland, Uitgeverij Contact, Amsterdam 2000